# チェ・ひろし
チェ・ひろし（6月14日 - ）は、日本の放送作家（構成作家）。

## 来歴
本名は「カワマタリョウ」。
かつて「関口勇斗」というラジオネームでラジオ番組にネタを投稿していた。
2016年から『オードリーのオールナイトニッポン』（ニッポン放送）の作家を務める。「チェ・ひろし」は若林の命名で、「チェ」はひろしと誕生日が同じチェ・ゲバラ、「ひろし」は関口勇斗と同姓の関口宏に由来する。作家をしながらフリーのモザイクかけ師として働いていた

## 現在の担当番組
- オードリーのオールナイトニッポン（ニッポン放送）
- ニューヨークのニューラジオ（YouTube）
- 佐久間宣行のオールナイトニッポン0(ZERO)（ニッポン放送）
- ニューヨークジャック（Twitter）

## これまでの主な仕事
- さようなら花鳥風月ライブ（2021年5月18日、神保町よしもと漫才劇場）ほか